# Турія Шауї
Турія Шауї (араб. ثريا الشاوي; 14 грудня 1936, Фес, Марокко — 1 березня 1956, Касабланка, Марокко) — перша арабська жінка-пілот.

## Ранні роки
Турія Шауї народилася 14 грудня 1936 року у сім'ї Абдельвагеда та Зіни. Її батько був театральним режисером, журналістом. У Турії був також брат Салах, художник, який живе у місті Віші, Франція. 1948 року їхня сім'я переїхала із міста Фес до Касабланки, щоб почати нове життя. Того ж року вона знялася в епізодичній ролі у фільмі «Сьомі ворота» французького режисера Андре Звобода. Існувало дві версії цього фільму — французька та арабська. Остання (де знімалася Турія) не збереглася.

## Кар'єра
1950 року батько Турії записав дівчину до авіаційної школи у Тіт Мелліл, Марокко. У школі мали навчатися військові Франції, і для марокканців, особливо жінок, не було створено багато можливостей. Її вступ викликав опір школи і багато було зроблено для того, щоб вона не змогла навчатися. Але не було жодних законних підстав для відмови, тому школа неохоче прийняла її заяву, очікуючи, що дівчина скоро здасться.
Незважаючи на все це, Турія наполегливо провчилася рік і отримала свою ліцензію пілота у 15 років. Як першу жінку-пілота арабського світу її було запрошено на прийом до короля Марокко Мухаммеда V.

## Смерть

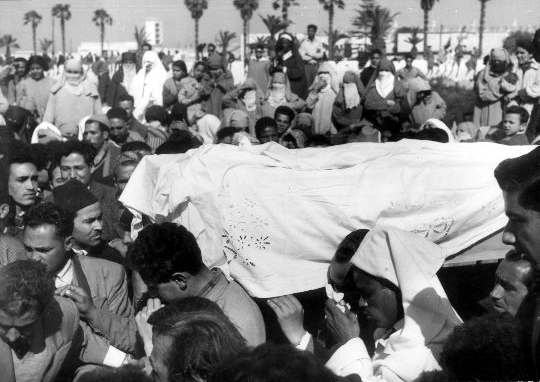
Похорон Турії Шауї

1 березня 1956 року Турію Шауї було вбито двома пострілами у голову. Її поховано у Касабланці. Існує декілька теорій щодо причин вбивства, на його невипадковість вказують попередні невдалі замахи на її життя, але вбивство залишилося нерозкритим.

## Виноски
1. 1 2 3 4 5  Touria Chaoui - Morocco - Women Of Aviation's History. Women Of Aviation's History (амер.). 25 липня 2015. Процитовано 8 грудня 2016.
2. 1 2 3 4 5 6 7 8 9 10  The Amazing Aviatrix of Wartime Casablanca. Narratively. 16 лютого 2015. Архів оригіналу за 20 грудня 2016. Процитовано 8 грудня 2016.
3. 1 2  Bihmidine, Omar (10 лютого 2014). Was the First Moroccan, Arab Woman Pilot Murdered by France?. Morocco World News. Процитовано 8 грудня 2016.